# Слатина (Ловечская область)
Слатина (болг. Слатина) — село в Болгарии. Находится в Ловечской области, входит в общину Ловеч. Население составляет 749 человек.

## Политическая ситуация
В местном кметстве Слатина, в состав которого входит Слатина, должность кмета (старосты) исполняет Ваня Василева Стоянова (Болгарская социалистическая партия (БСП)) по результатам выборов правления кметства.
Кмет (мэр) общины Ловеч — Минчо Стойков Казанджиев (Болгарская социалистическая партия (БСП)) по результатам выборов в правление общины.